# Ichneumon freyi
Ichneumon freyi är en stekelart som beskrevs av Joseph Kriechbaumer 1880. Ichneumon freyi ingår i släktet Ichneumon och familjen brokparasitsteklar. Inga underarter finns listade i Catalogue of Life.